# Campeonato Chileno de Futebol de 2012 Clausura
O Campeonato Chileno de Futebol de 2012 Clausura (oficialmente Campeonato Nacional Petrobras de Clausura de Primera División del Fútbol Profesional 2011) foi a 91ª edição do campeonato do futebol do Chile.  Na primeira fase os 18 clubes jogam todos contra todos, mas somente em jogos de Volta (a Ida é no Apertura). Os dois melhores de cada grupo (pois para a contagem de pontos os clubes são colocados em 04 grupos de 05) são classificados para as quartas-de-final, onde se chega à segunda fase (eliminatórias)até o jogo da final. O campeão do Clausura é classificado para a Copa Libertadores da América de 2013. Os outros dois classificados são o campeão do apertura e o com melhor pontuação da fase classificatória (agregada Clausura e Apertura). Para a Copa Sul-Americana 2012 eram classificados o campeão do apertura e os outros dois melhores colocados da tabela Anual, além do campeão da Copa Chile 2012. Os dois últimos colocados da tabela anual (incluindo a pontuação do apertura) são rebaixados diretamente para a Campeonato Chileno de Futebol - Segunda Divisão.

## Participantes
| Equipe                                   | Cidade                                                   | Região                           | No ano anterior  | Estádio                                 | Capacidade | Títulos                                                                       | Participações |
| ---------------------------------------- | -------------------------------------------------------- | -------------------------------- | ---------------- | --------------------------------------- | ---------- | ----------------------------------------------------------------------------- | ------------- |
| Club Social y Deportivo Colo-Colo        | Macul                                                    | Região Metropolitana de Santiago | Semifinais       | Estádio Monumental David Arellano       | 47.017     | 29 (Último em 2009 Clausura)                                                  | 91            |
| Club Deportivo Universidad Católica      | Las Condes                                               | Região Metropolitana de Santiago | Quartas de Final | Estádio San Carlos de Apoquindo         | 20.000     | 11 (último em 2010)                                                           | 82            |
| Club de Deportes Cobreloa                | Calama                                                   | Região de Antofagasta            | Quartas de Final | Estádio Municipal de Calama             | 12.000     | 8 (1980, 1982, 1985, 1988, 1992, 2003 Apertura, 2003 Clausura, 2004 Clausura) | 46            |
| Club Deportivo Palestino                 | La Cisterna                                              | Região Metropolitana de Santiago | Primeira Fase    | Estádio Municipal de La Cisterna        | 12.000     | 2 (1955, 1978)                                                                | 69            |
| Club Universidad de Chile                | Santiago                                                 | Região Metropolitana de Santiago | Campeão          | Estádio Nacional de Chile               | 55.100     | 16 (último em 2012 Apertura)                                                  | 84            |
| Club Deportivo Huachipato                | Talcahuano                                               | Região de Bío-Bío                | Primeira Fase    | Estádio Las Higueras                    | -----      | 1 (1974)                                                                      | 49            |
| Audax Italiano La Florida                | La Florida                                               | Região Metropolitana de Santiago | Primeira Fase    | Estádio Municipal de La Florida         | 12.000     | 4 (1936, 1946, 1948, 1957)                                                    | 77            |
| Unión Española                           | Independencia                                            | Região Metropolitana de Santiago | Semifinais       | Estádio Santa Laura                     | 22.375     | 6 (1943, 1951, 1973, 1975, 1978, 2005 Apertura)                               | 88            |
| Club Deportes Cobresal                   | Localidade de El Salvador, na comuna de Diego de Almagro | Região de Atacama                | Primeira Fase    | Estádio El Cobre                        | 8.000      | 0 (não possui)                                                                | 31            |
| Club Deportivo Universidad de Concepción | Concepción                                               | Região de Bío-Bío                | Primeira Fase    | Estádio Municipal de Concepción         | 35.000     | 0 (não possui)                                                                | 19            |
| Club de Deportes La Serena               | La Serena                                                | Região de Coquimbo               | Primeira Fase    | Estádio La Portada                      | 18.500     | 0 (não possui)                                                                | 49            |
| O'Higgins Fútbol Club                    | Rancagua                                                 | Região de O'Higgins              | Vice Campeão     | Estádio El Teniente                     | 14.550     | 0 (não possui)                                                                | 53            |
| Club de Deportes Santiago Wanderers      | Valparaíso                                               | Região de Valparaíso             | Primeira Fase    | Estádio Elías Figueroa Brander          | 23.000     | 3 (1958, 1968, 2001)                                                          | 62            |
| Club de Deportes Unión San Felipe        | San Felipe                                               | Região de Valparaíso             | Primeira Fase    | Estádio Municipal de San Felipe         | 18.500     | 1 (1971)                                                                      | 27            |
| Club de Deportes Iquique                 | Iquique                                                  | Região de Tarapacá               | Quartas de Final | Estádio Municipal de Iquique            | -----      | 0 (não possui)                                                                | 19            |
| Club de Deportes Unión La Calera         | La Calera                                                | Região de Valparaíso             | Quartas de Final | Estádio Municipal Nicolás Chahuán Nazar | 10.000     | 0 (não possui)                                                                | 17            |
| Club Social de Deportes Rangers          | Talca                                                    | Região de Maule                  | Primeira Fase    | Estádio Fiscal de Talca                 | 8.324      | 0 (não possui)                                                                | 53            |
| Club de Deportes Antofagasta             | Antofagasta                                              | Região de Antofagasta            | Primeira Fase    | Estádio Regional de Antofagasta         | 26.339     | 0 (não possui)                                                                | 27            |

## Campeão
| Campeão Chileno 2012 - Apertura                            |
| ---------------------------------------------------------- |
| Club Deportivo Huachipato (Talcahuano) (2º título) Campeão |